# Ganzourgou
Ganzourgou är en provins i Burkina Faso.   Den ligger i regionen Plateau-Central, i den centrala delen av landet, 80 km öster om huvudstaden Ouagadougou. Antalet invånare är 289 270. Arean är 4 178 kvadratkilometer.
Följande samhällen finns i Ganzourgou:
- Zorgho
- Mogtédo
- Kougri
- Boudri
- Tanama